# Blauwburgwal 22
Blauwburgwal 22 is een grachtenpand met een voorgevel aan de Blauwburgwal en de zijgevel aan de Herengracht in Amsterdam-Centrum.

## Gebouw
Op deze plaats staat al eeuwenlang bebouwing. De Blauwburgwal bestond al eind 16e eeuw. Desondanks moest er in 1667 een nieuw gebouw komen; initiatiefnemer was bakker Hendrik Outhuijsen; het zou lange tijd een bakkerij huisvesten (zie onder). Caspar Philips legde de gevel aan de Herengracht in 1768 vast. Rond 1910 kwam kunstenaar Herman Misset langs om de kruising tussen de Blauwburgwal en Herengracht vast te leggen. Het wintertafereel liet een goed onderhouden gebouw zien. Het gebouw werd in 1940 tot gemeentelijk monument verklaard waarbij gerefereerd werd aan de bakkerij van Prior (Prior’s Papbeschuit), die er gevestigd was. Die bakkerij had rond 1928 de zijgevel voorzien van een muurreclame, hetgeen discussie uitlokte tot in de gemeenteraad. Die reclame was overigens in 1936 niet meer te zien; de bakkerij hield het bij een markies met tekst. 
Van een goede staat was geen sprake meer toen het gebouw in mei 1940 via een foto werd vastgelegd. Die foto werd binnen een kort tijdsbestek na het bombardement op Amsterdam van 10 mei 1940 geschoten en laat een zwaar gehavend gebouw zien (al het glas ligt eruit en er zijn gaten in de gevel). Tijdens dit bombardement waren slachtoffers te betreuren en gebouwen in de omgeving raakten (zwaar) beschadigd. De gebouwen aan de overzijde van de Blauwburgwal waren zodanig beschadigd dat herstel niet mogelijk was; er kwam nieuwbouw op Blauwburgwal 19-25. Blauwburgwal 22 werd na enige tijd gestut te zijn vermoedelijk al tijdens de oorlog gerenoveerd/gerestaureerd waarbij het wel de zij-ingang aan de Herengracht verloor. Het gebouw heeft de typische vorm van een grachtenpand. Met souterrain, beletage en bovenverdiepingen onder de dakconstructie. Opvallend daarbij is de beletage in het hout met daarboven de etages in baksteen. De lijst die de grens vormt is rondom de hoek geplaatst. De bouw daarboven is overkraagd gezet, aan de kant van de Herengracht gedragen door consoles/balkkoppen. Boven de deur is een snijraam te zien. Het gebouw heeft aan beide straatkanten pothuizen, vermoedelijk terug te voeren op de periode met twee ingangen.
De bijzonderheid van dit gebouw bevindt zich bovenin. Het gebouw kent namelijk een verhoogde klokgevel aan de zijde van de Blauwburgwal. Niet alleen bevindt de daklijst zich aan die zijde hoger dan die aan de Herengracht; ook het specifieke geveldeel is op een verhoging met klauwstukken gezet. Eigenaar sinds 1976 Vereniging Hendrick de Keyser voert het terug op een probleempje bij de bouw. In die klokgevel bevinden zich een luik naar een opslagruimte; een hijsbalk om de goederen erin of eruit te krijgen. Tussen deze twee onderdelen is een festoen geplaatst. Op de sierflanken van de klokgevel staan vazen. 
Het gebouw werd op 2 april 1970 opgenomen in het monumentenregister; die datum is de datum van elektronische invoer.

## Afbeeldingen

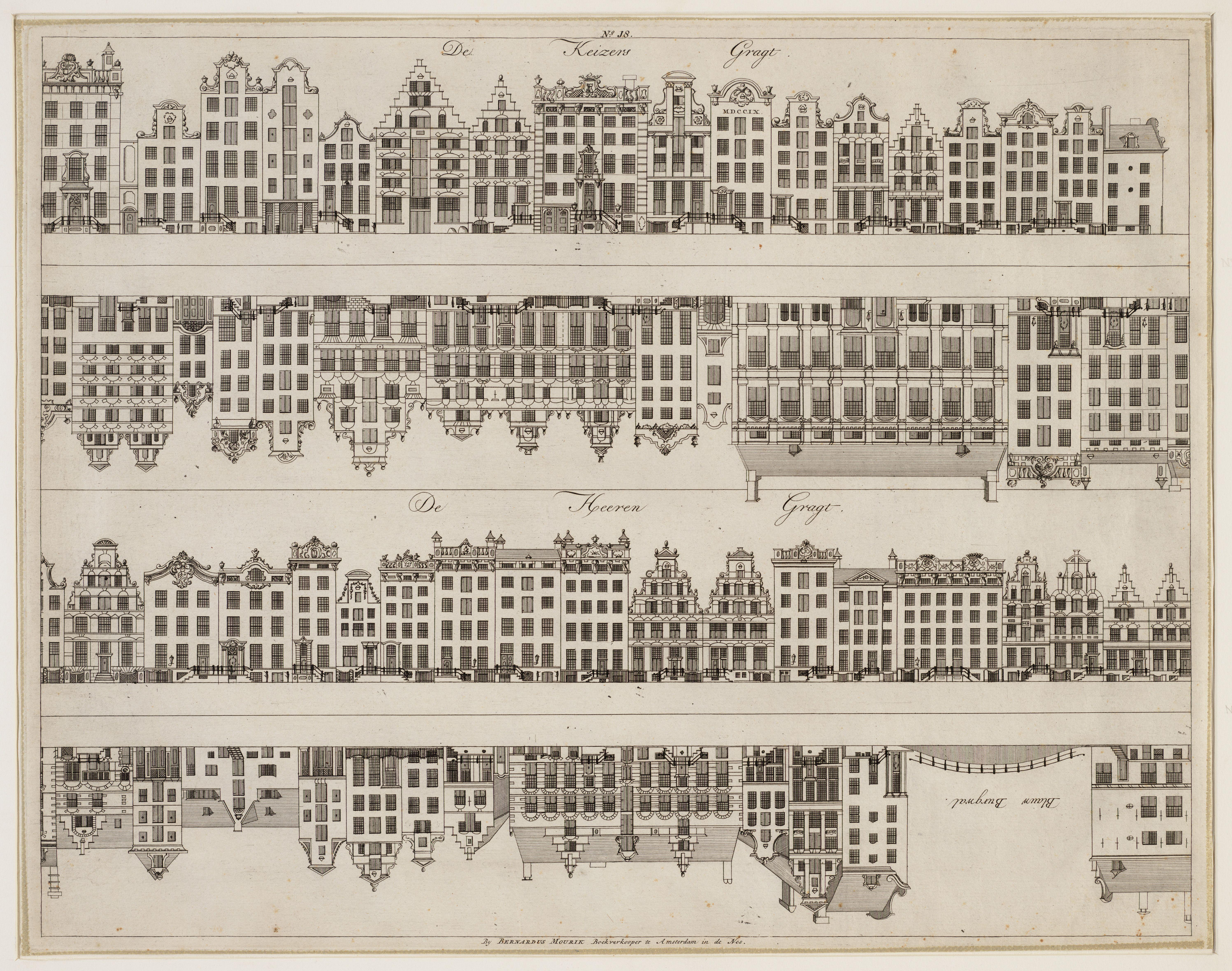
Rechtsonder, ondersteboven, Herengracht 103 door Caspar Philips
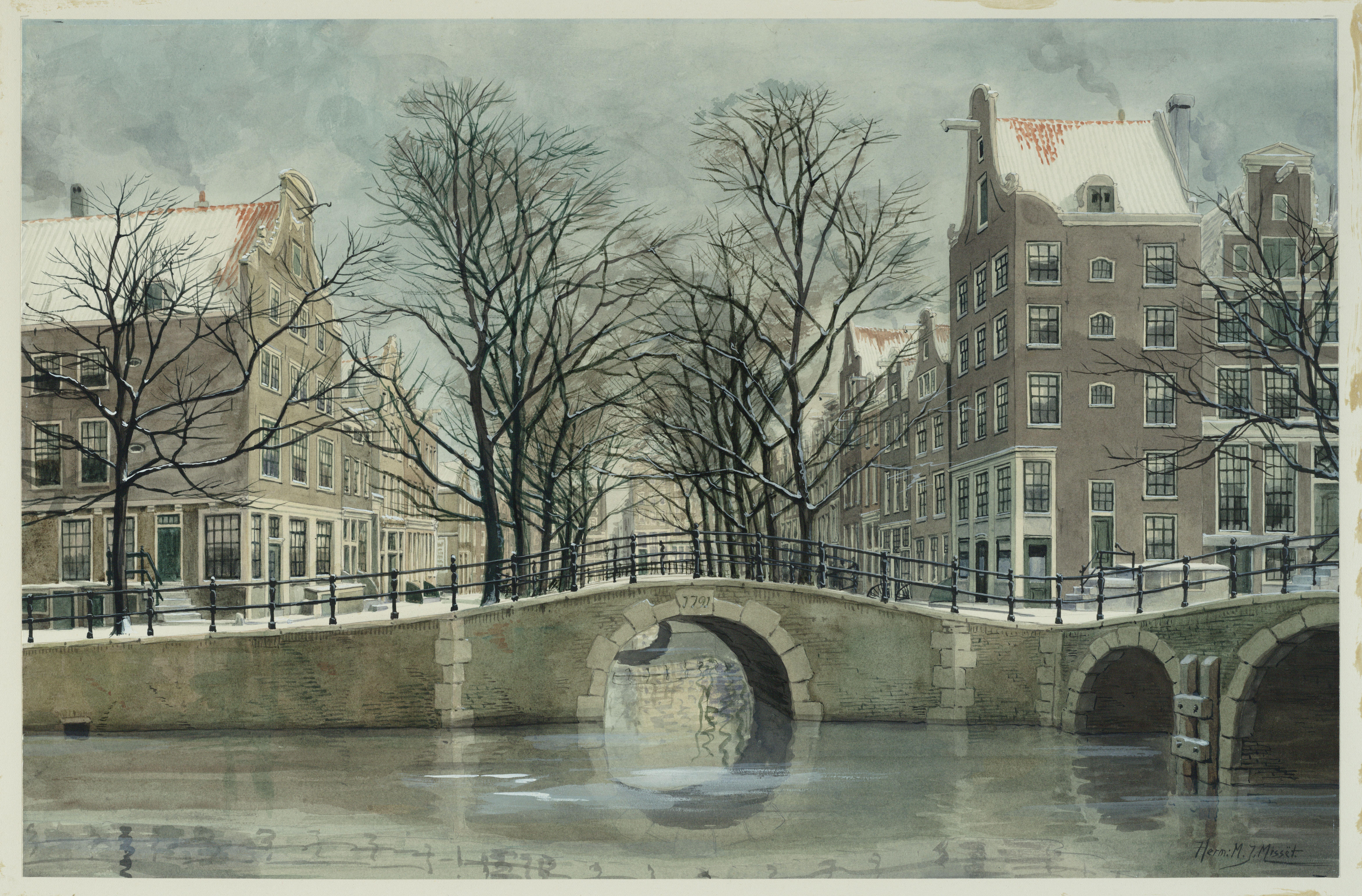
Links Blauwburgwal 22 door Herman Misset (circa 1910)
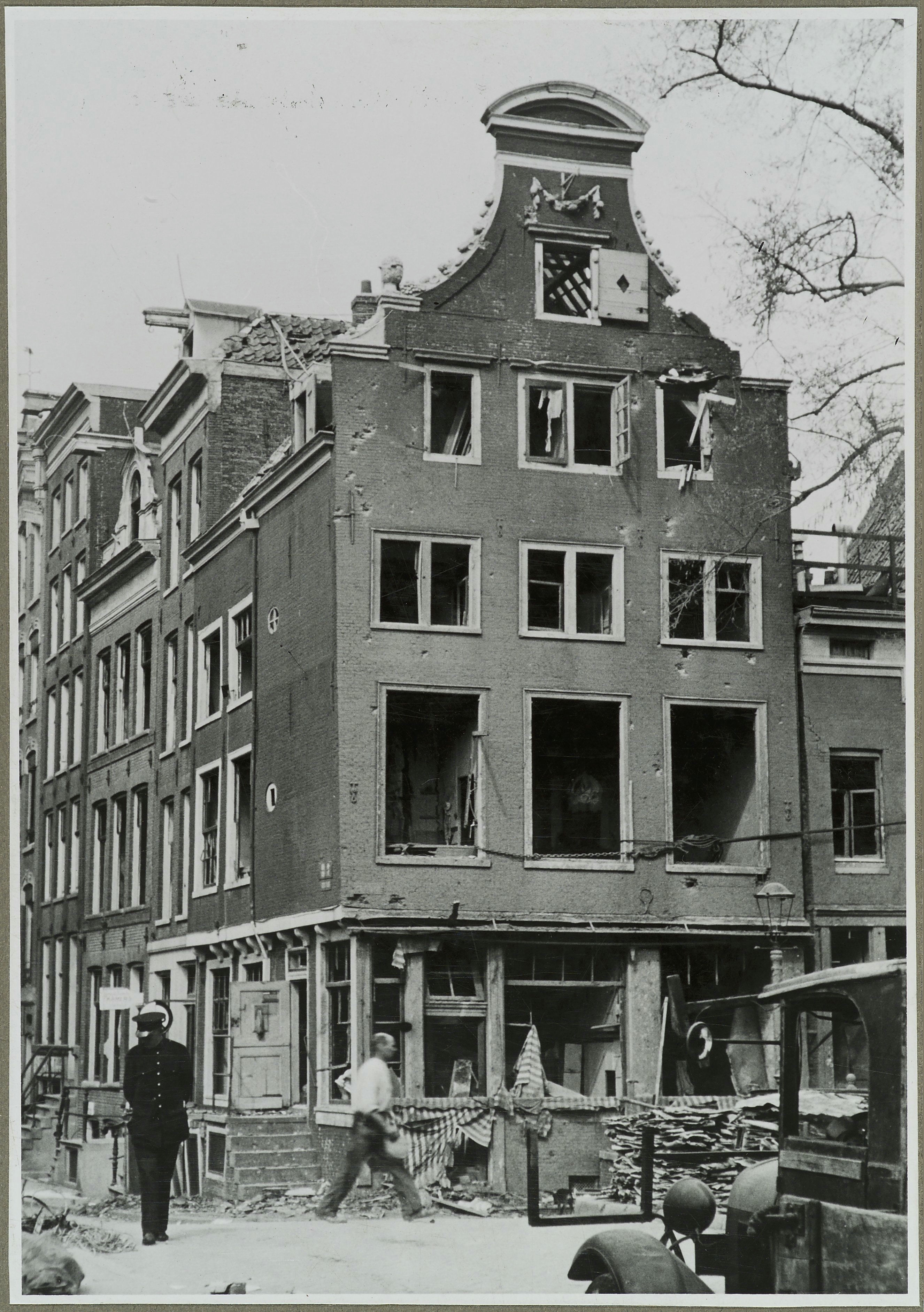
Blauwburgwal 22 na 10 mei 1940
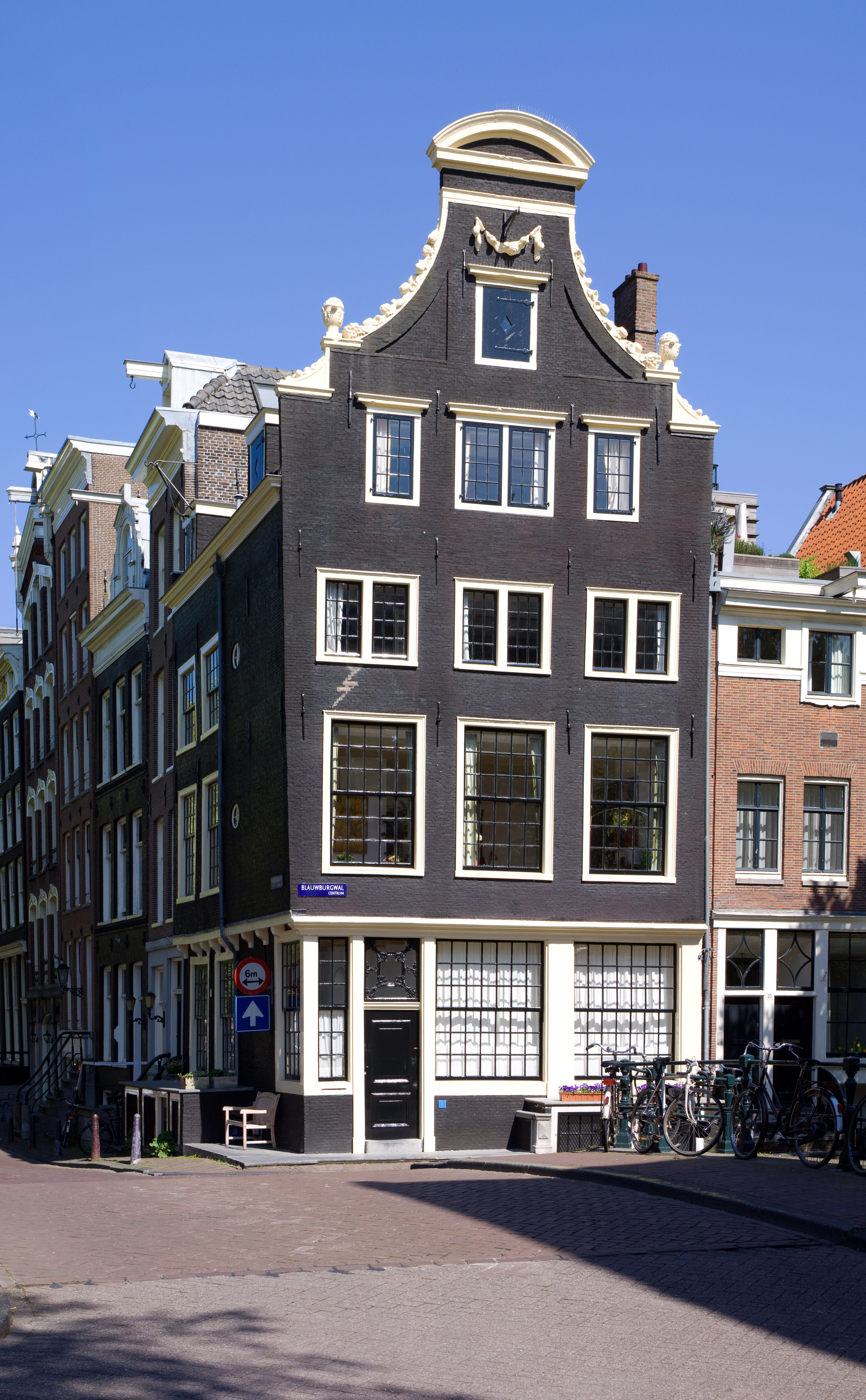
Blauwburgwal 22 op 18 april 2009